# 1946 en cyclisme
| Années du cyclisme : 1943 - 1944 - 1945 - 1946 - 1947 - 1948 - 1949    |
| Décennies du cyclisme : 1910 - 1920 - 1930 - 1940 - 1950 - 1960 - 1970 |

Les faits marquants de l'année 1946 en cyclisme

## Par mois

### Février
23 février : le Français Edouard Fachleitner gagne la Ronde d'Aix-en-Provence.

### Mars
- 10 mars : le Français Antoine Giauna gagne le Grand Prix de Nice.
- 17 mars : le Belge André Pieters gagne le Grand Prix Het Volk.
- 19 mars : Fausto Coppi remporte Milan-San Remo. Il réalise l'un des grands exploits de sa carrière. Dès le début de course, il accompagne un groupe de coureurs échappés. Dans le col de Turchino, seul le Français Lucien Teisseire l'accompagne, avant de lâcher prise. Coppi effectue seul les 140 derniers kilomètres et s'impose à San Remo, après 270 kilomètres d'échappée, avec 14 minutes d'avance sur Teisseire, et plus de 18 sur les suivants, dont Mario Ricci troisième et Gino Bartali, quatrième[1],[2].
- 24 mars : l'Espagnol Miguel Gual gagne le Trophée Masferrer.
- 24 mars : l'Italien Paul Neri gagne le Grand Prix de Cannes.
- 31 mars : l'Italien Vito Ortelli gagne Milan-Turin pour la deuxième année d'affilée.
- 31 mars : l'Italien Fermo Camellini gagne la Course de côte du Mont Agel.
- 31 mars : le Belge Albéric Schotte gagne le Circuit des Régions Flamandes.

### Avril
- 7 avril : les Français Camille Danguillaume et Kléber Piot sont classés vainqueurs ex æquo du Critérium national de la route. Cependant, des palmarès classent Piot vainqueur (tout éclaircissement est le bienvenu).
- 7 avril : le Belge Maurice Desimpelaere gagne À travers la Belgique.
- 7 avril : le Français Francis Fricker gagne la Course de côte du Mont Faron en ligne pour la deuxième année d'affilée.
- 14 avril : le Belge Rik Van Steenbergen gagne son second Tour des Flandres.
- 14 avril : l'Italien Mario Ricci gagne Milan-Mantoue.
- 20 avril : le Français Apo Lazarides gagne la Course de côte du Mont Chauve pour la troisième année d'affilée. L'épreuve ne reprendra qu'en 1950.
- 21 avril : Georges Claes gagne Paris-Roubaix.
- 21 avril : l'Espagnol Dalmacio Langarica gagne le grand prix de Pâques.
- 23 avril : l'Italien Paul Neri gagne Paris-Camembert.
- 27 avril : l'Italien Vito Ortelli gagne le Tour de Catalogne.
- 28 avril : le Belge Albéric Schotte gagne Paris-Bruxelles.
- 28 avril : le Français Pierre Baratin gagne la Polymultipliée.

### Mai
- 1er mai : l'Italien Gino Bartali gagne le Trophée Matteotti.
- 1er mai : le Belge Eugène Kiewit gagne le Grand Prix Hoboken.
- 5 mai : l'Italien Fermo Camellini gagne Paris-Nice. L'épreuve ne reprendra qu'en 1951.
- 5 mai : le Belge Prosper Depredomme gagne Liège-Bastogne-Liège.
- 5 mai : l'Italien Gino Bartali gagne le Championnat de Zurich en battant au sprint son compatriote Fausto Coppi.
- 5 mai : l'Espagnol Martin Mancisidor gagne la Subida à Arrate pour la quatrième fois.
- 7 mai : départ du Tour d'Espagne.
- 8 mai : le Belge Emmanuel Thoma gagne la Nokere Koerse.
- 12 mai : le Belge Albéric Schotte gagne Paris-Tours.
- 12 mai : l'Italien Fausto Coppi gagne le Tour de Romagne, après 2 crevaisons. Coppi, en chasse derrière ses compatriotes Vito Ortelli et Giovanni de Stefanis, parvient à les rejoindre dans l'ascension du mont Trebbio . À l'approche du vélodrome de Lugo, Coppi attaque, Ortelli résiste mais Coppi s'impose au sprint.
- 12 mai : le Belge Ward Van Dijck gagne le Tour du Limbourg.
- 16 mai : le Belge Ernest Sterckx gagne Gand-Wevelgem.
- 26 mai : le Belge Albert Ramon gagne le Tour de Belgique.
- 26 mai : l'Italien Osvaldo Bailo gagne le Trophée Bernocchi.
- 26 mai : le Français Louis Caput gagne les Boucles de la Seine.
- 26 mai : le Belge Rik Van Steenbergen gagne le Tour des 4 Cantons.
- 30 mai : Dalmacio Langarica remporte le Tour d'Espagne.
- 30 mai : le Belge Joseph Somers gagne le Circuit des Ardennes Flamandes.

### Juin
- 2 juin : le luxembourgeois Jean Kirchen devient champion du Luxembourg sur route.
- 2 juin : le Belge Emile Masson junior devient champion de Belgique sur route.
- 2 juin : comme l'année précédente l'Espagnol Fermin Trueba gagne la Subida à Naranco. C'est sa troisième victoire en tout dans cette épreuve.
- 9 juin : le Belge Désiré Keteleer gagne la Flèche wallonne.
- 10 juin : le Belge Achiel de Backer gagne le Circuit de Flandre Orientale pour la Deuxième année d'affilée.
- 14 juin : le Belge Albéric Schotte gagne le Tour de Luxembourg.
- 15 juin : départ du Tour d'Italie. Il va se courir sur des routes endommagées par la guerre, mais il est voulu par la république italienne naissante pour rassembler tous les Italiens. Il est appelé "Giro della Rinascita". Tout va se jouer entre Italiens. La 1re étape Milan-Turin est remportée par Giordano Cottur détaché qui prend aussi le maillot rose de leader.
- 16 juin : Antonio Bevilacqua gagne lors d'une échappée la 2e étape du Tour d'Italie Turin-Gênes et prend le maillot rose.
- 16 juin : le Belge Emile Masson Junior gagne Bordeaux-Paris.
- 16 juin : l'Espagnol Bernardo Ruiz devient champion d'Espagne sur route.
- 16 juin : le Français René Lafosse gagne le Grand Prix de Fourmies.
- 16 juin : le Belge Sylvain Grysolle gagne le Circuit des 11 villes.
- 17 juin : Adolfo Leoni gagne la 3e étape du Tour d'Italie Gênes-Montecatini devant ses deux compagnons d'échappée Olimpio Bizzi et Renzo Zanassi.
- 18 juin : Antonio Bevilacqua gagne au sprint la première demi-étape de la 4e étape du Tour d'Italie Montecatini-Prato.
- 18 juin : la deuxième demi étape de la 4e étape Prato-Bologne voit la victoire au sprint de Fausto Coppi devant Gino Bartali, Vicenzo Rossello, Vito Ortelli et Giordano Cottur ses compagnons d'échappée. Mais Coppi a chuté dans la descente du col Poretta et a une côte fêlée. Au classement général, Fermo Camellini devient maillot rose devant Adolfo Leoni à 20 secondes, Fausto Coppi est dixième à 3 minutes et 1 seconde, Gino Bartali le suit avec le même temps.
- 19 juin : la première demi-étape de la 5e étape du Tour d'Italie Bologne-Cesena est remportée au sprint par Olimpio Bizzi qui règle le groupe des favoris.
- 19 juin : la deuxième demi-étape de la 5e étape du Tour d'Italie voit la victoire au sprint de Aldo Bini devant tout le peloton. Il y a repos le 20 juin.
- 19 juin : l'Italien Osvaldo Bailo gagne le Tour du Nord Ouest Suisse.
- 19 juin : le Belge Ward Van Dijck gagne Bruxelles-Ingooigem.
- 21 juin : Vito Ortelli gagne, détaché, la 6e étape du Tour d'Italie Ancone-Chieti. Il y a repos le 22 juin.
- 23 juin : Mario Ricci gagne au sprint la 7e étape du Tour d'Italie Chieti-Naples en s'imposant devant ses compagnons d'échappée Vito Ortelli et Aldo Ronconi. Le sprint a causé la chute de Gino Bartali, crédité cependant du même temps que Ricci. C'est ce dernier qui a provoqué la sélection dans le col de Rocca Pia. Fausto Coppi est le grand battu du jour, il perd 4 minutes et 3 secondes sur son grand rival. Au classement général, Vito Ortelli devient maillot rose devant Mario Ricci à 1 minute et 59 secondes, Gino Bartali est troisième à 2 minutes et 3 secondes. Fausto Coppi est cinquième à 6 minutes et 11 secondes. Il y a repos le 24 juin.
- 23 juin : le Belge Henri Delmuylle gagne Kuurne-Bruxelles-Kuurne.
- 25 juin : Elio Bertocchi gagne la 8e étape du Tour d'Italie Naples-Rome devant son compagnon d'échappée Walter Generati.
- 26 juin : Aldo Baito gagne en solitaire la 9e étape du Tour d'Italie Rome-Pérouse.
- 27 juin : Renzo Zanassi gagne en finisseur la 10e étape du Tour d'Italie Pérouse-Florence en gardant 3 secondes d'avance sur le peloton. Fausto Coppi refuse d'abandonner malgré le conseil de son médecin. Il y a repos le 28 juin.
- 29 juin : Oreste Conte gagne au sprint devant tout le peloton la 11e étape du Tour d'Italie Florence-Rovigo.
- 30 juin : la 12e étape du Tour d'Italie Rovigo-Trieste est marquée par des affrontements violents entre les Yougoslaves de Trieste et les autorités italiennes et l'armée américaine stationnée dans cette ville. La ville est un sujet de crise diplomatique entre l'Italie et la Yougoslavie quant à sa possession. Des palmarès indiquent cette étape neutralisée, cependant des coureurs se sont faufilés dans la bagarre et Giordano Cottur franchit la ligne d'arrivée en battant au sprint Antonio Bevilacqua. Au classement général tous les coureurs sont classés dans le même temps que Cottur. Il y a repos le 1er juillet.
- 30 juin : le Suisse Hans Knecht devient champion de Suisse sur route.

### Juillet
- 2 juillet : la 13e étape du Tour d'Italie Udine-Auronzo voit la victoire de Fausto Coppi devant Gino Bartali au sprint, Vito Ortelli est troisième à 1 minute et 34 secondes. Coppi a attaqué dans le col Mauria sans cependant lâcher Bartali. Au classement général ce dernier devient maillot rose devant Vito Ortelli à 10 secondes, Salvatore Crippa est troisième à 2 minutes et 54 secondes et Fausto Coppi est quatrième à 4 minutes et 8 secondes.
- 3 juillet : la 14e étape du Tour d'Italie Auronzo-Bassano de Grappa emprunte le col de Falzarego. Fausto Coppi attaque et passe en tête du col avec 2 minutes d'avance sur Gino Bartali. Dans la vallée Fausto Coppi possède 5 minutes d'avance et Gino Bartali cède de plus en plus de temps face au recordman du monde de l'heure. Bartali se fait rattraper par un groupe où figurent Salvatore Crippa et Aldo Bini, tous chassent derrière Coppi. Ce dernier franchit la ligne d'arrivée 1 minutes et 12 secondes avant ses poursuivants réglés au sprint par Bini devant Bartali. Au classement général, Gino Bartali sauve son maillot rose et Salvatore Crippa sa seconde place à 2 minutes et 54 secondes du leader. Fausto Coppi est troisième à 2 minutes 55 secondes de Bartali et à 1 seconde de Crippa. Il y a repos le 4 juillet.
- 5 juillet : la 15e étape du Tour d'Italie Bassano-Trente emprunte le col de Rolle. Fausto Coppi ne peut décramponner Gino Bartali et tous deux franchissent ensemble le sommet. À 30 km de l'arrivée, à Ora, Bartali crève, aussitôt Coppi jette toutes ses forces dans la bataille pour distancer son adversaire et prendre le maillot rose. L'étape est gagnée par Aldo Ronconi, Fausto Coppi est deuxième. Gino Bartali arrive et sauve sa première place pour 47 secondes. La troisième place du classement général est prise par Vito Ortelli à 15 minutes et 28 secondes.
- 6 juillet : Oreste Conte gagne la première demi-étape de la 16e étape du Tour d'Italie Trente-Vérone au sprint devant tout le peloton.
- 6 juillet : Elio Bertocchi gagne au sprint devant son compagnon d'échappée Primo Volpi la deuxième demi-étape de la 16e étape du Tour d'Italie Vérone-Mantoue. Aldo Bini règle le sprint du peloton.
- 7 juillet : Oreste Conte gagne la 17e et dernière étape du Tour d'Italie Mantoue-Milan en remportant le sprint du peloton après que Fausto Coppi est déclassé pour sprint irrégulier. Pour la troisième fois, Gino Bartali remporte le Tour d'Italie pour la troisième fois, il remporte aussi le Grand Prix de la Montagne. Il devance Fausto Coppi de 47 secondes au classement général. Vito Ortelli est troisième à 15 minutes 28 secondes.
- 10 juillet : le Belge Joseph Didden gagne la première édition du Circuit des Monts du Sud-Ouest.
- 12 juillet : l'Espagnol Bernardo Capo gagne le Tour de Burgos.
- 14 juillet : Giulio Bresci gagne la Ronde de France.
- 14 juillet : l'Allemand Karl Kittsteiner devient champion de R.F.A. sur route.
- 20 juillet : l'Italien Gino Bartali gagne le Tour de Suisse.
- 28 juillet : l'Espagnol Juan Cruz Ganzarain gagne le Grand Prix de Villafranca.
- 30 juillet : le Belge Stan Ockers gagne le Grand Prix de l'Escaut pour la deuxième fois.

### Août
- 4 août : l'Italien Enrico Mollo gagne le Tour des Apennins.
- 18 août : le Néerlandais Bouk Schellingerhoudt devient champion des Pays-Bas sur route.
- 18 août : le Britannique Ernie Clements devient champion de Grande-Bretagne sur route NCU. (National Cyclists' Union).
- 18 août : le Britannique A H Clark devient le 1er champion de Grande-Bretagne sur route BLRC. C'est le premier championnat organisé par British League of Racing Cyclits fédération rivale de NCU.
- 18 août : le Français Robert Dorgebray gagne le Circuit de l'Indre.
- 20 août : le Belge Michel Van Elsue gagne le Grand Prix de Zottegem.
- 27 août : le Belge Jérôme Dufromont gagne la Coupe Sels.
- 28 août : l'Italien Aldo Ronconi gagne le Tour de Toscane. L'épreuve ayant été désignée comme championnat d'Italie sur route, Ronconi devient champion d'Italie sur route.

### Septembre
- 24 août-1er septembre : championnats du monde de cyclisme sur piste à Zurich (Suisse). Le Néerlandais Jan Derksen est champion du monde de vitesse professionnelle. Le Suisse Oscar Plattner est champion du monde de vitesse amateur. Le Néerlandais Gerrit Peters est le premier Champion du monde de poursuite professionnelle. Le Français Roger Rioland est le premier Champion du monde de poursuite amateur.
- 1er septembre : aux championnats du monde sur route à Zurich en Suisse, le Suisse Hans Knecht remporte la course professionnelle, devant les Belges Marcel Kint, médaille d'argent, et Rik Van Steenbergen médaille de bronze. Le Français Henri Aubry devient champion du monde amateur.
- 1er septembre : l'Italien Enrico Mollo gagne les Trois vallées varésines.
- 3 septembre : le Belge Roger Lambrecht gagne le Circuit des boucles de l'Aulne.
- 4 septembre : l'Italien Nedo Logli gagne la Coupe Placci. L'épreuve ne sera pas disputée en 1947 et reprendra en 1948.
- 7 septembre : le Belge Marcel Kint gagne le Grand Prix de Brasschaat.
- 9 septembre : le Belge Achiel Debacker gagne le Championnat des Flandres.
- 11 septembre : l'Italien Nedo Logli gagne la première édition du Tour de Prato.
- 15 septembre : l'Italien Fausto Coppi gagne le Grand Prix des Nations.
- 15 septembre : l'Espagnol Julian Berrendero gagne le Tour de Catalogne.
- 15 septembre : l'Italien Sergio Maggini gagne le Tour du Piémont.
- 16 septembre : cette année le championnat d'Italie sur route est organisé en circuit. L'Italien Severino Canavesi devient champion d'Italie sur route.
- 22 septembre : l'Italien Antonio Ausenda gagne le Trophée Baracchi.
- 22 septembre : l'Italien Adolfo Leoni gagne le Tour d'Émilie pour la deuxième fois.
- 22 septembre : l'Italien Fermo Camellini gagne "À travers Lausanne".
- 23 septembre : le Belge Albéric Schotte gagne le Circuit Mandel-Lys-Escaut.
- 26 septembre : le Belge Roger de Corte gagne le Circuit du Houtland.

### Octobre
- 10 octobre : l'Espagnol Bernardo Capo gagne le Tour de Majorque.
- 15 octobre : le Belge Victor Jacobs gagne le Grand Prix de Clôture.
- 21 octobre : l'Italien Luigi Casola gagne la Coppa Agostoni.
- 27 octobre : Fausto Coppi remporte le Tour de Lombardie. À l'approche du vélodrome du Vigorelli de Milan, il lâche ses deux compagnons d'échappée, ses compatriotes Luigi Casola et Michelle Motta, et franchit seul la ligne d'arrivée.
- cette année le championnat de France sur route se dispute aux points sur plusieurs épreuves, le Français Louis Caput est champion de France sur route. (MERCI DE RENSEIGNER SUR LE NOM DES EPREUVES ET LEURS DATES)

## Principaux champions nationaux sur route
- Belgique : Émile Masson
- Espagne : Bernardo Ruiz
- France : Louis Caput
- Italie : Aldo Ronconi
- Luxembourg : Jean Kirchen
- Pays-Bas : Bouk Schellingerhoudt
- Suisse : Hans Knecht

## Principales naissances
- 12 janvier : Ryszard Szurkowski, cycliste polonais.
- 28 janvier : Niels Fredborg, cycliste danois.
- 1er février :
  - Francis Campaner, cycliste français.
  - José Pesarrodona, cycliste espagnol.
  - Tamara Garkuchina, cycliste soviétique.
- 22 février : Evert Dolman, cycliste néerlandais († 12 mai 1993).
- 20 avril : Fedor den Hertog, cycliste néerlandais († 12 février 2011).
- 22 avril : Wilfried David, cycliste belge († 15 juin 2015).
- 25 avril : José Antonio González Linares, cycliste espagnol.
- 11 mai : José Samyn, cycliste français († 28 août 1969)
- 25 mai : Jean-Pierre Danguillaume, cycliste français.
- 6 juillet : Tiemen Groen, cycliste néerlandais.
- 13 juillet : Gonzalo Aja, cycliste espagnol.
- 17 juillet : Eric Leman, cycliste belge.
- 1er août : Gordon Johnson, cycliste australien.
- 13 août : Bernard Labourdette, cycliste français.
- 18 août : Antonio Menéndez, cycliste espagnol.
- 22 août : Gert Bongers, cycliste néerlandais.
- 3 septembre : René Pijnen, cycliste néerlandais.
- 15 octobre : Georges Pintens, cycliste belge.
- 20 octobre :
  - Lucien Van Impe, cycliste belge.
  - Pierfranco Vianelli, cycliste italien.
- 21 octobre : Ronald De Witte, cycliste belge.
- 29 octobre : André Dierickx, cycliste belge.
- 3 novembre : Udo Hempel, cycliste allemand.
- 14 novembre : Davide Boifava, cycliste et directeur sportif italien.
- 26 novembre : Roger Rosiers, cycliste belge.
- 1er décembre : Jacques Botherel, cycliste français.
- 3 décembre : Joop Zoetemelk, cycliste néerlandais.
- 11 décembre : Robert Van Lancker, cycliste belge.
- 25 décembre : Marinus Wagtmans, cycliste néerlandais.

## Principaux décès
- 25 février : René Le Grevès, cycliste français (° 6 juillet 1910)